# Наконечный, Михаил Алексеевич
Михаил Алексеевич Наконечный (укр. Михайло Олексійович Наконечний, 28 сентября 1931 год, село Вовчатычи, Львовское воеводство — 26 сентября 2022) — бригадир машинистов шагающего экскаватора Роздольского горнохимического комбината имени 50-летия Великой Октябрьской социалистической революции Министерства химической промышленности СССР, Львовская область. Герой Социалистического Труда (1971). Депутат Верховного Совета УССР 5 — 6 созывов.

## Биография
Родился 28 сентября 1931 года в рабочей семье в селе Вовчатычи Львовского воеводства Польши (сегодня — Стрыйский район Львовской области).
Трудовую деятельность начал в возрасте 18 лет на Ходоровском сахарном комбинате. Работал слесарем-газосварщиком. Без отрыва от производства обучался в школе рабочей молодёжи, где получил среднее образование.
С 1951 по 1954 год служил в армии.
С 1955 года работал старшим стропильщиком такелажных работ на Роздольском серном комбинате Дрогобычской области. Окончил специальные вечерние курсы при серном комбинате, после чего начал работать помощником машиниста шагающего экскаватора.
С 1958 года — машинист шагающего экскаватора, бригадир машинистов рудника Роздольского серного (позднее — горно-химического) комбината имени 50-летия Великой Октябрьской социалистической революции Львовской области.
В апреле 1971 года удостоен звания Героя Социалистического Труда. Избирался депутатом Верховного Совета УССР 5 — 6 созывов.
С 1987 года — на пенсии. Жил в городе Новый Роздол Львовской области. Умер 26 сентября 2022 года.

## Награды
- Герой Социалистического Труда — указом Президиума Верховного Совета СССР от 20 апреля 1971 года
- Орден Ленина
- Почётный гражданин города Новый Роздол[2].